# Bathyaulax buntikae
Bathyaulax buntikae (лат.) — вид паразитических наездников рода Bathyaulax из семейства Braconidae. Назван в честь Dr. Buntika Areekul.

## Распространение
Встречается в Африке (ДРК, Сьерра-Леоне).

## Описание
Бракониды среднего размера, длина тела около 2 см (тело 21 мм, переднее крыло 18 мм, яйцеклад 18 мм). Усики тонкие, нитевидные (из 122 флагелломеров). От близких родов отличается следующими признаками: чёрная голова с оранжевым клипеусом; в переднем крыле жилка 1-cu1 длинная, примерно 0,25 длины жилки 2-cu1; крылья затемнены довольно равномерно; задние крылья равномерно тёмные; между переднебоковыми полями на третьем тергите 2-3 киля. Основная окраска оранжево-коричневая (включая крылья затемнённые), за исключением чёрной головы, усиков, вершин жвал и яйцеклада. Предположительно, как и близкие виды, паразитоиды личинок древесных жуков. Вид был впервые описан в 2007 году энтомологами Austin Kaartinen (University of Helsinki, Финляндия) и Donald Quicke (Chulalongkorn University, Бангкок, Таиланд).